# Bălcăuți (Suceava)
Bălcăuți es una comuna ubicada en el distrito de Suceava, Rumania.

## Superficie
Posee una superficie de 35,90 kilómetros cuadrados.

## Demografía
Hasta 2021 la población era de 2990 habitantes, con una densidad de población de 83,29 habitantes por kilómetro cuadrado.